# Sogod, Cebu
Sogod là một đô thị hạng 4 của tỉnh Cebu, Philippines. Theo điều tra dân số năm 2007, đô thị này có dân số 28.955 người.

## Các đơn vị dân cư
Sogod được chia thành 18 khu dân cư (khu phố) (barangay).
| - Ampongol - Bagakay - Bagatayam - Bawo - Cabalawan - Cabangahan - Calumboyan - Dakit - Damolog | - Ibabao - Liki - Lubo - Mohon - Nahus-an - Poblacion - - Tabunok - Takay - - Pansoy |